# 〆
〆、乄（しめ）は、文字のひとつで、和製漢字である。部首は丿部1画。
主な使用方法としては、手紙などを封書で相手方に送る際、しっかりと封書の口を「閉め」たことを強調する時など。また「締め」、「絞め」、「占め」の意味で使用されることがある。

## 由来
「卜」（ぼく、うらなう）を変形した文字だというのが定説となっている。しかし一説には、「封」を略した文字を更に省略したものだという。
なぜ「しめ」と読むのかということについては、はっきりしたことは分かっていない。

## 用例

### 一般名詞
- 〆切（締切）
- 活け〆（活け締め）
- 昆布〆（昆布締め）
- 羽交い〆（羽交い締め）
- 〆さば（しめさば）
- 尺〆 - 尺貫法の木材の体積の単位（例：林方立木尺〆法）

### 人名
- 〆谷浩斗 - テレビディレクター
- 〆野潤子 - 声優
- 〆野久人 - 競輪選手
- 西〆子（本名：安藤〆子） - 漫才師

### 人名（芸名・創作）
- 〆さばアタル - 漫才師
- 〆さばヒカル - 漫才師
- 浅草〆香 - 芸者歌手
- 柳家〆治 - 落語家
- 山脇〆紀 - 声優
- 〆宮庵水（こちら葛飾区亀有公園前派出所）

### 地名
- 宮城県加美郡加美町鹿原糸〆（大字鹿原・小字糸〆）
- 秋田県湯沢市桐〆平山
- 神奈川県伊勢原市上粕屋〆引（字名としては、東〆引・西〆引・南〆引・北〆引）
  - 神奈川中央交通の停留所に、「〆引」停留所がある。
- 岐阜県郡上市高鷲町大鷲字〆矢所
- 〆切交差点（国道290号・新潟県道60号住吉上館線）
- 〆切橋（埼玉県越谷市砂原・南荻島） - 元荒川に跨る橋。
- 〆切橋（東京都八王子市上柚木） - 大栗川に跨る橋。

### タイトル
- 〆ドレー2000(しめどれー) - ゲーム『太鼓の達人』の楽曲。
- 続・〆ドレー2000(ぞく・しめどれー) - ゲーム『太鼓の達人』の楽曲。
- 〆能色相図 - 歌舞伎・日本舞踊の演目。
- 〆切様におゆるしを - 上田キクによる漫画作品。
- 〆のグルメ - 土山しげるによる漫画作品。
- 〆切ごはん - 湖西晶による漫画作品。

### その他
- 〆切簡易郵便局[2] - 新潟県新発田市にある簡易郵便局。
- 丸〆猫 - 招き猫の発祥とされる今戸人形。
- 一本〆 - イネの品種名および銘柄名。

## 符号位置
| 記号 | Unicode | JIS X 0213              | 文字参照          | 名称 |
| ---- | ------- | ----------------------- | ----------------- | ---- |
| 〆   | U+3006  | 1-1-26                  | &#x3006; &#12294; | しめ |
| 乄   | U+4E44  | - (JIS X 0212:16区17点) | &#x4E44; &#20036; |      |

同じ文字であるにもかかわらずUnicodeで2か所に収録されているのは、JIS X 0208 の「記号」領域に「〆」が、JIS X 0212（補助漢字）の「漢字」領域に「乄」が収録されているからである。JIS X 0208 と JIS X 0212 を包含する ISO-2022-JP-1 のような標準とのラウンドトリップ変換互換性を維持するためには、Unicodeは双方を収録する必要がある。
ただしUnicodeではこのような場合、片方を互換文字にして非推奨とするのが普通であるが、この文字に関しては双方とも互換文字ではなく、双方とも使用可能である。一方で、これらを重複とする資料もあり、扱いは一貫しない。なお、JIS X 0208 では記号扱いの「〆」は、Unicodeでは CJK Symbols and Punctuation ブロックに収録されているが、プロパティは文字である。より詳細には、General Category が普通の漢字や仮名文字と同じ「Lo」である。つまり、「記号と文字」の違いではない。
字形の違いは単なる字体の違いであり、「非漢字ならつなげる、漢字ならつなげない」のような違いはない。
JIS X 0212 の事実上の後継規格である JIS X 0213 の拡張部分（JIS第3水準・第4水準）には、JIS X 0212 の「乄」は収録されていない。